# Frankrike i Eurovision Song Contest 2013
Frankrike kommer att delta i Eurovision Song Contest 2013 i Malmö i Sverige. De kommer att representeras av Amandine Bourgeois med låten "L'enfer et moi".

## Uttagning

### Inför
Vid OGAE Frankrikes höstmöte berättade den inbjudne assisterande programchefen för France 3 Frédéric Valencak att ett meddelande snart skulle släppas kring landets deltagande i nästa års tävling. Den 5 november 2012 rapporterades det i TV-programmet Touche pas à mon poste på D8 att France 3 valt TV-kommentatorer till tävlingen och att man kommer skicka en helt ny artist till Malmö. Dagen därpå, den 6 november, svarade France 3 genom att bekräfta sitt deltagande i tävlingen år 2013.

### Internt val
Den 7 december meddelade France 3 att man skulle låta en speciell kommitté bestående av tolv proffs inom den franska musikindustrin välja landets artist och låt. Kommittén skulle lista 10 till 12 bidrag och sedan välja det bidrag som man tyckte skulle passa bäst. Kommittén möttes den 17 januari 2013 för att välja 15 potentiella bidrag från de som skickats in att ta sig vidare till nästa fas. Anne-Marie David som representerade Luxemburg i Eurovision Song Contest 1973 hade skickat in ett bidrag till den franska uttagningskommittén med titeln "Je manque de toi" men hon meddelades efteråt att hon inte var en av de som fortfarande hade chansen att få representera landet.
Den 21 januari rapporterades det att man bestämt landets bidrag. Dagen därpå bekräftade France 3 att man internt valt ut sångerskan Amandine Bourgeois till att representera landet med låten "L'enfer et moi" med text skriven av Boris Bergman och musik komponerad av David Salkin. Valet av Bourgeois som representant kritiserades en del både på nätet och i fransk media, detta innan ens låten hade släppts. Anledningen var främst för att hon inte ansågs tillräckligt känd och för floppen av hennes andra album Sans amour mon amour som knappt sålde 4 000 exemplar och tvingade henne att avbryta sin turné.

## Vid Eurovision
Frankrike är direktkvalificerade till finalen som hålls den 18 maj 2013 i Malmö Arena.